# Саров (хоккейный клуб)
Хоккейный клуб «Саров» — ныне не существующий хоккейный клуб из города Саров (Нижегородская область).

## История
Клуб создан в 2002 году по инициативе администрации города Сарова. До 2009 выступал в первой лиге, как в качестве второй команды «Торпедо», так и самостоятельно. С 2009 по 2019 года выступал в ВХЛ.

20 июля 2012 года ХК «Саров» объявил о создании своего молодёжного клуба «Ракета», а также представил его логотип. Клуб стал выступать в Первенстве Молодёжной хоккейной лиги с сезона 2012/2013. На сезон 2015/2016 МХК «Ракета» не заявился по причине недостатка финансирования. В 2019 году был расформирован.